# Нефертитина биста
Биста краљице Нефертити пронађена је 6. децембра 1912. приликом ископавања немачког источњачкод друштва (DOG) под вођством Лудвига Борхарта у Амарни у кући P47,2, у тада откривеном атељеу египатског главног вајара Тутмозиса она је била са другим ископаним објектима као поклон од Џејмса Симона донесена јануара 1920. године у Немачку и данас се налази у Новом музеју у Берлину под инвентарним бројем Nr.213000 као главна атракција збирке египатске уметности у Немачкој.

## Историја ископавања у Амарни
Историја ископавање у Амарни као место ископавања почиње са језуитима и оцем Клод Сикардом у новембру 1714. године копирањем границе античког града „Ахет- Атона“ и настављена је експедицијом Наполеона Бонапарте који је предузео „Путеве једног античког града. После даљих истраживања и открића Џон Гарднер Вилкинсона (1824), Карл Рихарда Лепсиуса (1842/1845), Флидерс Петрија (1891/1892), Нормана де Гарис Деивиса (1901) и све до 1907. Лудвига Борхарта.
На основу једног инвентара Пруске експедиције из 1842. године 1907. године у ареалу Амарне а јужно од рушевина храма лежали су стамбени блокови и радионице које су истраживачима много обећавали Лудвиг Борхарт је придобио берлинског грађевинског предузимача Џејмса Симона као финансијера за кампању на ископавању и тако је почело ископавање немачког оријенталног друштва DOG од стране Борхарта за Симона у Амарни који је учествовао са 30000 златних марака годишње и који је на основу уговора добијао све ископине у власништво.

### Историја ископавања
Током ископавања 1912/1913. (од новембра 1912. до марта 1913. године) DOG-a у Амарни била је у кући у планквадрату P 42,7 у простору 19 пронађена биста Нефертитис у атаљеу вајара Тутмозиса. Налаз је био обележен као „Осликана биста краљице“.
 Тада је биста у боји први пут откривена и ми смо имали ово велико дело египатске уметности у својим рукама. Била је такорећи очувана само су уши били оштећене и у левом очној дупљи је недостајало око .— Лудвиг Борхарт
У истом простору била је откривена и такође осликана биста Ехнатона која је такође била од кречњака (налаз Nr. 1300).

## Краљица Нефертити
Порекло краљице Нефертити је непознато и погледи на то су се у прошлости мењали у зависности од археолошких открића и налаза. Њено име заначи у преводу „Лепотица која је дошла“ и сматра се да није египатског порекла и поистовећује се са хуритском принцезом Тадухепом кћерком краља Тушрата.
Нефертити је била велика краљевска супруга краља фараона Ехнатона који је бога Атона прогласио за јединог бога у Египту и који је владао 17 године. Она је имала шест кћерки. Околности њене старост у време смрти нису познате.

## Биста
Ова биста од кречњака нема никаквих натписа у хијероглифима и може се заклучити на основу карактеристичне круне у поређењу са другим представама да се ту ради о портрету и идентификацији краљице Нефертити. Пластика је настала у времену фараона Ехнатона из времена 18. династије у времену тзв. позног времена уметности у Амарни односно у последњим годинама владавине фараона Ехнатона.

## Обрада и материјал
У време Лудвига Берхарта из његових бележака сазнајемо да висина бисте износи 47 cm док данас на основу египатског музеја у Берлину инвентар-Nr 21357 бележи се као 47 cm. Пластика тежи око 20 кг и састоји се од једног комада кречњака. У десном оку се налази рад из кварца где је фино урезена ирис и то је причвршћено са воском док лево око недостаје и нема никакових трагова да је оно било некада овде.
Лудвиг Борхарт је дао да се изврши једана хемијска анализа примењиваних боја и објавио је резултате тога истраживања 1924. године у једној книги.
- Плава: бојено стакло у праху са деловима бакарног оксида
- Боја врата: фини пудер са деловима црвеног креча гвозденог оксида
- Жута: пигмент од арсеновог сулфида
- Зелена: бојени стаклени прах са деловима од бакра и гвозденог оксида
- Црна: угаљ са воском као спојним средством
- Бела: креч – калијумкарбонат

Осликавање бисте је следило тек после завршетка моделирања спољних површина бисте слојем гипса и на основу микроскопских испитивања је утврђено да је нанесено пет различитих слојева боје једне након другог слоја : плаво-бела, бела, жута, плава и на крају црвена.
- фронтални изглед
- бочни леви
- бочни десни
- задњи изглед

### Недостајуће лево око
Биста краљице Нефертити није напустила атеље вајара Тутмозиса. Након ископавања и налаза у шуту поред налата нађени су делови разбијених комадића ушију али недостајући део левог ока није пронађен. Борхарт је тада написао у свој дневник:“Много поосле тога ја сам схватио да оно није било предвиђено“ Он је касније објаснио да није постојао никакав траг неког средства за спајање на овом месту.
Мишљења које се односе на недостајуће лево око су веома различита, почев од тога да око није било предвиђено као и мишљења да је око било и да је временом било оштећени и да је испало . Било је и мишљења да је ово била једна врста атака после смрти краљице Нефертити на њену личност.
Стефан Симон је говорио о томе да није било испитивања о томе дали у оку постоји неки спојни материјал који би потврдио да је лево око постојало али је утврђено да је ту било траг боје која се налазила и у десном оку.
У истраживању непостојања левог ока постоје различите тезе које се труде да за то пронађу разлоге и помиње се и разлог да је биста била незавршена јер је краљица умрла или је отишла изненада из града. Помиње се и мишљење да ова биста краљице није била предвиђена да стоји негде и да је служила само као узор према којем су требле да се израђују бисте краљице као једна врста модел. Могући разлози за незавршавање бисте краљице јесте да је умрла јер се истраживачи не слажу и нису јединствени када се ради о времену њене смрти а треба узети и могућност да је временом запала у немилост што је узроковало да ова биста не буде завршена.
У поређењу са другим бистама и рељефима и портретима које представљају краљицу ово је једини објекат на којем је забележен недостатак једног ока.
У романима о Нефертити и Ехнатону или у популарно- научној литератури је недостатак левог ока на бисти много пута помињан. Тако, на пример, Филип Вондерберг у својој књизи „Нофретете“ од 1975. године наводи да је портрет Нефертити остао незавршен јер је на овај начин Нефертити била кажњена што вајару Тутмозису није узвратила његову љубав према њој. док Христиан Жак у својој књизи наводи да је велку краљевску супругу њен супруг Ехнатон пре њене смрти на овај начин ослепио пре њене смрти.

## Биста у оквиру уметност времена Амарне
Иако су сви нађени објекти у ареалу Амарна у ископинама P 47 јединствени највреднији је управо биста Нефертити. Она је једина осликани и фино израђени портрет који се убраја у ремекдело египатске уметности не само из времена Амарне већ свих египатских епоха и у супротности је са почетцима уметности у Амарни у којим су се појавливали ружни и гротескни ликови краља и краљице и њихове деце која у својој примени принципа симетрије и пропорције делује врло упечатљиво, префињено и меко.
Биста као једна форма пластике је јако неодомаћена као једна форма представе само главе појединачних људи односно једне персоне која би се у каснијој фази употребила за спајање са једним телом из другог материјала. Но на овој бисти нема никаквих трагова који би служили за спајање и који би послужили за једну композитну статуу краљице.
У поређењу са другим пластикама краљице овај рад је јединствен. Доротеа Арнолд разликује пет типова представљања у оквиру портрета краљица „Идеализована слика“ (Берлин Nr. 21300 и 21352), „Владарка“ (Египатски музеј Каиро, JE 45547), „Лепотица“ (Берлин, -[Nr. 21220}-), „Поодмакло доба“ (Берлин, Nr. 21263), „Споменик“ (Берлин, Nr. 21358). Биста Нефертити (Nr.21300) убраја се у Идеализоване слике . Такође и други египтолози убрајају ову бист Нефертити у њене идеализоване представе.
- „Идеална слика“ 
 (Берлин, Кречњак -висина 47&nbsp;cm)
- „Идеална слика“ (непромењена) 
 (Берлин, Кречњак- висина)
- „Лепотица“ 
 (Берлин, Nr. 21220, Кварцит- висина )
- „Као старија“ 
 (Берлин, Кречњак- висина)
- „Споменик“ 
 (Берлин, Nr. 21358, Гранит, висина )

Иако је Нефертити представљана врло често у формама портрета, рељефа и другим уметничким формама као и статуама њен стваран лик и изглед остао нам је тајанствен и непознат.

## Копија бисте
Постоје многи дупликати бисте Нефертитис. Године 1925. предузео је Ричард Жанер радове рестаурације бисте на њеним ушима и осталим деловима и почео са производњом прве копије ове бисте. У гипсаним формама су се правиле копије од стране најстарије институције берлинског музеја од 1819. године разни значајни музејски експонати па тако и бисте Нефертитис.
У употреби као материјал је бивао висококвалиутетни алабестер гипс.
После поклањања свих Амарна ископаних односно пронађених објеката од стране Џејмса Симона пруској држави он је у својој кући оригиналну бисту надокнадио једном њеном копијом која је и данас у поседу потомака Симона. Фасцинацију овим делом показао је и краљ Вилхелм II те је дао да се за њега изради једна копија бисте на којем је дао да се надокнади њено друго око.
Адолф Хитлер је такође у поседу иамо једну или неколико копија ове бисте па се појављивала и сумња да је једна од њих била оригинал, а да се у египатском музеју у Берлину налази копија што је испитивањима оповргнуто.

### Фалсификат
Почетком 1980. године појавиле су се гласине да је Лудвиг Бохарт фалсификовао бисту и дао је закопати да би је 6. децембра 1912. године пронашао и тако задивио једну групу као и пруског принца Јохана Георга фон Сакса.
У марту 2009. године је швајцарски историчар уметности Хенри Стерлин у једној својој книзи објавио и бранио тезу да је биста фалсификат и да је намерно искоришћавано да недостаје на бисти лево око и у прилог наводио вертикално одсецање рамена која су у египатској уметности увек била хоризонтално пресецана. Независно од овога да је биста фалсификат тврдио је и писац Ердоган Ерциван.
Ово су оповргнута тврђења и питања оваквих фалсификата као чисте фантазије и потврђено је испитивањима и хемијским анализама да су материјали од којих је биста и у добу у којим је она пронађена тзв. Амарна- микс који се састојао од једне мешавине гипс- анхидрита и кречњака, нису могли бити фалсификовати као и да су били до тога доба непознати.

## Културни значај
Почев од прве изложбе 1924. године је била биста чврсти експонатски део музеја и део рапидних интересовања за културу Старог Египта а нарочито после откривања гроба Тутанкамона 1922. године када се интересовање умногоме појачава. У штампи се појављују натписи о Нефертити као најпознатијој и најлепшој Берлинки.

## Мотив Нефертити
Биста краљице налази се као дневни додатак и као јако обљубљен мотив за накит, календаре, блокове за писање, поштанске карте, као и репликате у уметничкој обради или као кич и опет и у оригиналној величини као и осликани на хартији и неретко показују бисту са присуством с оба ока.
Између јула 1988. и јануара 1989. била је у Немачкој издата једна поштанска марка од 70 и 20 фенига вредностиса бистом Нефертити. Појављује се и у виду плаката са натписом „снажне жене Берлина“
Биста је била 2003. године израђена у оквиру једне уметничке акције за кратко време као бронзени торзо једне обнажене фигуре жене као уметничко дело за Бијенале у Венецији од стране двојице мађарских уметника Андреаса Галика и Балинт Хаваса. У акцији која се одиграла од 15. јуна 2003. године и која је по први пут на бијеналу била виђена покушан је спајања 3000 годичњег идеала лепоте и једног модерног женског тела и то је резултовало протестима у Египту због опхођења са овом скулптуром и њеним спајањем са нагим телом жене.